# Oriolo Romano
Oriolo Romano (AFI: /oˈrjɔlo roˈmano/; L'Oriolo o Uriolo [l oˈrjɔːlo, uˈrjɔːlo] in dialetto oriolese) è un comune italiano di 3 701 abitanti della provincia di Viterbo nel Lazio.

## Geografia fisica

### Territorio
Il territorio comunale si estende sui Monti Sabatini, una zona collinare ricca di boschi cedui e d'alto fusto in particolare castagno, cerro e faggio, e fa parte del parco naturale regionale di Bracciano-Martignano. Nonostante Oriolo Romano abbia una superficie di poco superiore ai 19 km2 e si trovi a circa 22 km dal mare, il territorio presenta ambienti naturali ed ecosistemi assai eterogenei e di elevato pregio: si va dalla macchia mediterranea all'ambiente maremmano per arrivare a quello montano delle faggete, presenti negli Appennini a quote superiori ai 900 m. Il territorio, situato al confine con la città metropolitana di Roma, è attraversato dal fiume Mignone e dall'affluente Biscione.

#### Orografia
Il territorio ha un'altitudine media sul livello del mare di 418 metri. Il rilievo maggiore è Monte Raschio (552 m. s.l.m.). Considerando i rilievi collinari e le depressioni presenti in un raggio di 500 metri dal centro urbano (piazza Umberto I) il dislivello massimo è di −30 m (Acquarella) e nel raggio di 1 chilometro si raggiungono i −50 m (Serrale), mentre considerando un raggio di 3 chilometri vi sono rilevanti variazioni di altitudine pari a 247 metri (Monte Raschio-Mola del Biscione). Se si considerano di rilievi montuosi compresi in un raggio di 6 chilometri, il dislivello raggiunge i 307 m (Monte Rocca Romana-Mola del Biscione); il dislivello massimo di 659 metri si raggiunge considerando i rilievi presenti nel raggio di 17 chilometri (Monte Fogliano-Mola del Biscione).
Lungo il corso del Mignone, tra le località Torre d'Ischia, Campetto e Castellina, al territorio collinare si sostituiscono alcune forre originatesi dall'azione erosiva dell'acqua a regime torrentizio e dai conseguenti crolli delle rupi tufacee.

#### Radon
Numerosi studi realizzati nei Colli Albani, Monti Sabatini, Monti Cimini e Monti Vulsini hanno dimostrato come sia presente una forte emissione di gas naturali di origine vulcanica, in particolare del radon, un gas naturale radioattivo considerato la seconda causa di morte per tumore al polmone dopo il fumo ed emesso dal sottosuolo e da alcuni materiali da costruzione provenienti da aree vulcaniche. Lo studio effettuato nel 2013 da ISPRA e ARPA Lazio ha riscontrato nelle abitazioni del paese una concentrazione media di Radon pari a 360 Bq/m3 con un massimo di 2 194 Bq/mm3, dati al di sopra di 300 Bq/mm3, valore di riferimento massimo raccomandato dall'OMS. Per ridurre il rischio derivante dal radon di contrarre il tumore al polmone, il 3 dicembre 2010 l'amministrazione comunale ha adottato un nuovo regolamento edilizio che prevede specifiche norme per l'edificazione dei nuovi edifici.

### Clima
Classificazione climatica: zona E, 2166 GR/G
Nella maggior parte del territorio il clima è di tipo temperato, mediterraneo. L'eterogenea orografia unità alla presenza dei bacini lacuali di Bracciano e Vico fa sì che esistano alcune aree, forre del Mignone e di monte Raschio, con un particolare microclima dove è presente il fenomeno dell'inversione termica e le temperature sono durante l'anno inferiori alla classificazione climatica ufficiale; a testimoniare in maniera visibile questa differenza è la vegetazione che vi cresce, più adatta alle condizioni climatiche di una zona temperata fredda.
Nelle forre lungo il corso del Mignone, comprese tra le località Torre d'Ischia, Campetto e Castellina, la temperatura dell'aria diminuisce scendendo verso il basso e il fenomeno dell'inversione termica è particolarmente marcato; il fenomeno è determinato dalla scarsa diffusione della radiazione solare determinando un progressivo aumento dell’ombreggiamento accompagnato da una diminuzione della temperatura, creando all’interno della forra un microclima considerevolmente più fresco e umido rispetto ai pianori esterni. Di conseguenza man mano che si scende verso il fondo della forra la vegetazione mediterranea presente sul pianoro (clima più caldo) è sostituita da altre piante più adatte alle particolari condizioni climatiche più fredde.

## Origini del nome
Incerta è l'origine del nome e numerose sono state le ipotesi, ma quelle plausibili sono sostanzialmente tre. Come Oriolo ( Cosenza), potrebbe derivare da hordeolus, ‘chicco d'orzo’, secondo un'ipotesi che risale a Gerhard Rohlfs. Più probabile appare la derivazione da aureus ‘d'oro’, in analogia con omonimi lombardi, per la fecondità del terreno o anche da Aureoulus, nome personale romano. Anche Pellegrini sostiene la derivazione da aureu(m) per il toponimo laziale.

## Storia

### Età antica
Testimonianze di presenza e frequentazione del luogo da parte dell'uomo non ancora organizzati in insediamenti stanziali si rintracciano già in epoca protostorica risalente al periodo villanoviano-etrusco e romano: in località "La Mola" sono stati rinvenuti da F. Enei frammenti ceramici con decorazioni di tipo appenninico databili al Bronzo medio; al periodo villanoviano-etrusco appartegono tre tombe a camera in località Campetto, delle pestarole e una tomba in località Pascolaro, mentre sono databili al periodo romano una strada che collega la località Campetto alla Mola del Biscione, resti di una cisterna in località Muraccio e una seconda a Monte Rosano, un colombario in via Aldo Moro.

### Periodo medioevale
Secondo una ricerca della locale sezione dell’Archeoclub d’Italia nel IV secolo, sotto il pontificato di Melchiade I, la vicina Forum Clodii era sede vescovile e il primo vescovo era stato Domiziano; dopo quella data del centro non si hanno più notizie per oltre un millennio. La località, comunque, seppure non più abitata rimane ben individuata nelle carte: nel 1234 un atto amministrativo relativo ai confini tra il Castrum Brachiani e Santa Pupa riporta la scritta “Fossatum Orioli usque ad pontem lapideum S.M. de Flore”.

### Fondazione e il rinascimento
Sulla facciata del palazzo Santacroce-Altieri, era presente un'epigrafe che riportava: Giorgio Santacroce quinto signore di Viano, figlio di Onofrio, disboscò la selva di Manziana, e condottovi i coloni nell'anno 1562, rese frequentata la strada Claudia, dotò di mura il castello di Oriolo, edificò la chiesa di San Giorgio (1570), edificò questo palazzo. A prescindere da questa epigrafe, oggi non più presente sulla facciata, la data di fondazione del paese è da considerarsi quella del 15 aprile 1560. Infatti, in tale data fu stipulato, a rogito notaro Ser Pietro di Viano, il Contratto fatto con li primi habitori dell'Oriolo con il quale Giorgio III Santacroce invitò nelle sue terre contadini e boscaioli, detti capannari, provenienti soprattutto dalla Toscana e dall'Umbria, da Pistoia e Siena in particolare. Giorgio III concesse enfiteusi e mise a disposizione case per gli abitanti con l'obbligo di disboscare macchie e di coltivare terre, corrispondendo il quinto di quanto raccolto. A seguito del primo contratto Giorgio III promulgò un secondo atto, a rogito stesso notaro, col quale, il 19 maggio 1562 stabilì Capitoli e convenzioni fra l'Illustrissimo Signore Giorgio Santacroce e i rappresentanti dei primi abitanti di Oriolo.
Da un successivo scritto Per maggior confermazione e corroborazione delli soprascritti contratti è citato un istrumento di Messere Hercole Rafanelli del mese di dicembre 1576 che raccoglieva le volontà di Giorgio II, nel quale faceva donazioni e atti di liberalità alla popolazione, si deduce che i primi abitanti di Oriolo Romano erano chiamati oriolani anziché oriolesi come poi furono in seguito e fino a oggi inspiegabilmente appellati.
Nel Primo libro dei Consigli redatto nel 1575 viene riportato l'elenco dei residenti da dove risulta la presenza di 106 persone; oltre la metà dei residenti, 64 persone, giunsero dall'Umbria, in particolare da Parrano 37, da Orvieto 10, da Gubbio 6, da Fabro 4, da Piegaro e Castel Viscardo 2, altre 27 persone dalla Toscana di cui 21 da Ficulle e 3 da Arezzo, 4 dall'Emilia-Romagna. L'origine umbra dei primi abitanti di Oriolo Romano, risulta ancora oggi, a distanza di secoli, in talune inflessioni dialettali, usi culinari e folcloristici che si possono osservare nell'attuale popolazione.
A seguito della decapitazione di Onofrio III Santacroce avvenuta il 31 gennaio 1604 a castel Sant'Angelo, nel 1606 i feudi di Viano e Oriolo ritornarono alla famiglia Orsini che rivendette nel 1671 alla famiglia Altieri.

### Età contemporanea
Il feudo restò agli Altieri fino al 1927, anno in cui fu definitivamente smembrato in base alla legge che facilitava l'affrancamento degli "usi civici".
Per effetto di quella legge, l'Università agraria, associazione di contadini residenti riconosciuta come personalità giuridica dal 1894, poté distribuire le terre affrancate ai residenti, mantenendo l'unitarietà dei terreni. Oggi l'ente Università agraria, i cui organi amministrativi sono eletti dagli utenti dell'Ente, controlla e gestisce il comprensorio agricolo di Oriolo Romano. Nei primi decenni del XX secolo, inoltre, ha partecipato con i suoi fondi alla costruzione dell'edificio scolastico, alla ristrutturazione dell'ambulatorio medico di proprietà comunale, e ha sostenuto finanziariamente famiglie disagiate.
Il 27 maggio 1903 dai tecnici del 3º reggimento Genio Telegrafisti del Regio Esercito venne sperimentata la trasmissione senza fili di un messaggio radiotelegrafico (marconigramma) tramite una postazione mobile dalla collina del Campaccio verso Roma Monte Mario inviando il seguente messaggio: “R. Prefetto Roma - Gradisca vossignoria riverente saluto popolazione Oriolo Romano che mi onoro di inviarle col telegrafo Marconi qui funzionante per esperimenti genio militare - Il Sindaco Persi”.
L'amministrazione comunale, dato l'esito positivo dell'importante esperimento, intitolò a Guglielmo Marconi una via del Poggio e fece realizzare una teca dove vennero riposti i nastri originali del marconigramma, il saluto del Sindaco, la risposta del Prefetto di Roma e la fotografia dell’evento, apponendo la seguente didascalia “Ricordo del primo marconigramma che il 27 maggio 1903 dai colli oriolesi sulle onde hertziane raggiunse l’alma Roma, messaggero al capo della provincia del fervido rispettoso saluto di questa popolazione”. La trasmissione telegrafica fu rievocata l'11 ottobre 2009, in occasione del centenario dell'assegnazione a Marconi del Premio Nobel.

## Monumenti e luoghi d'interesse

### Architetture religiose

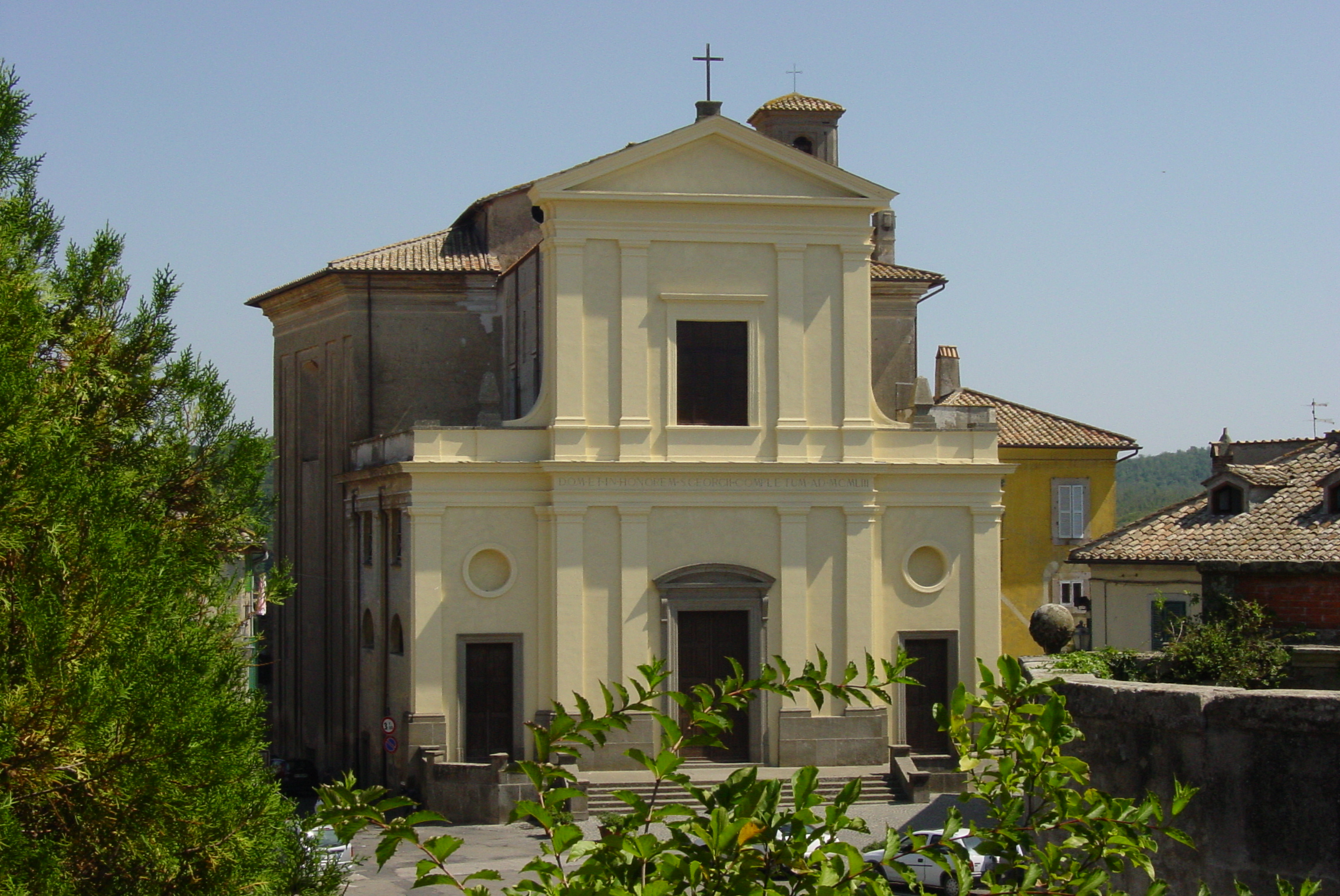
Chiesa di san Giorgio, XVII secolo

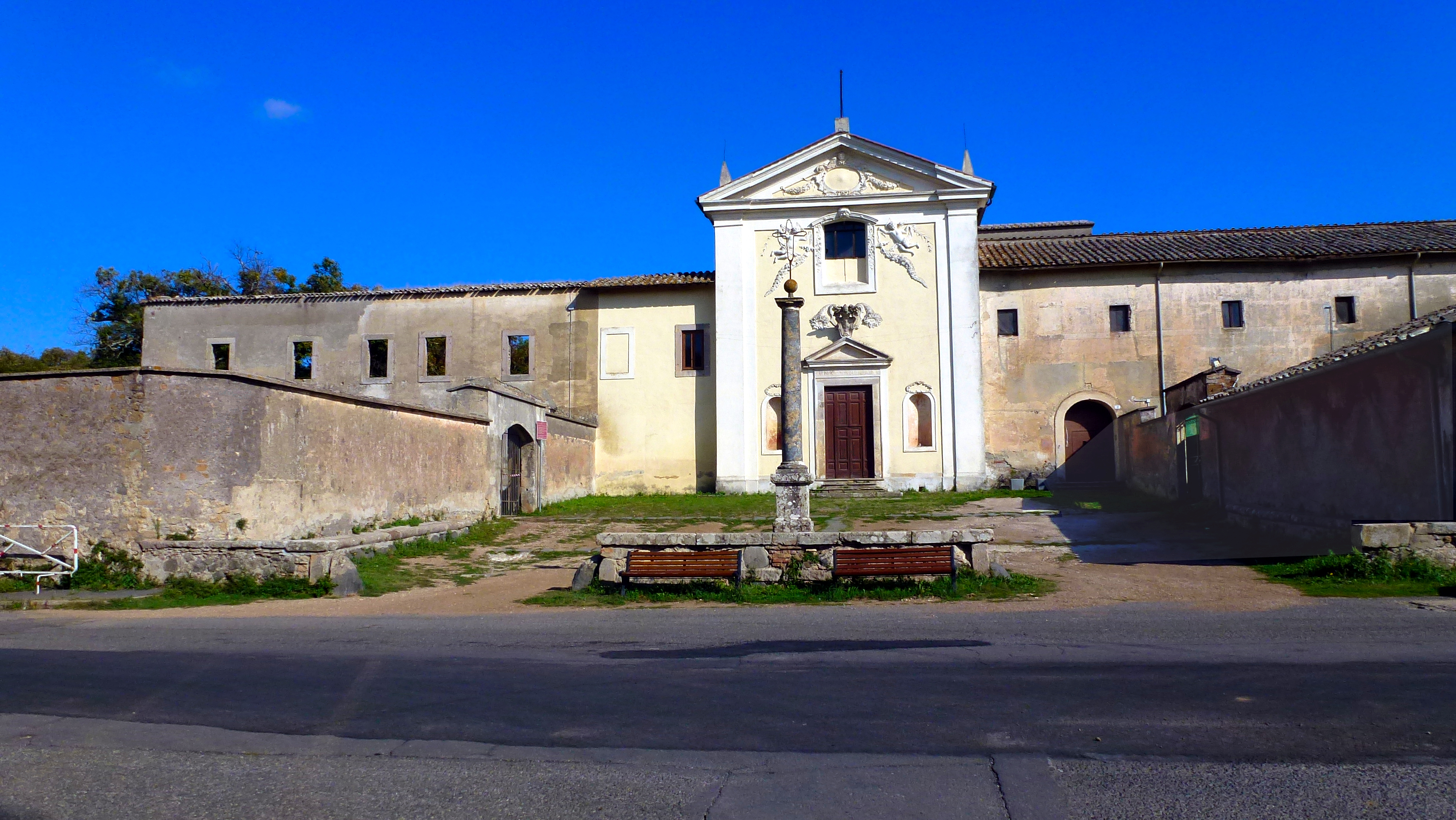
Convento sant'Antonio, XVII secolo

Chiesa di san Giorgio MartireLa chiesa parrocchiale di san Giorgio è in stile tardo barocco. I lavori di costruzione, su progetto di Carlo Fontana, iniziarono nel 1671 ma vennero tuttavia sospesi in seguito alla morte di papa Clemente IX. Successivamente il progetto fu ridisegnato dall'Architetto Giuseppe Barberi  che riprese i lavori nel 1756 ma anche in questo caso non furono completati. Il progetto originario prevedeva una pianta a croce latina ma fu realizzata a croce greca; l'interno presenta tre navate con alcune cappelle, nella prima è conservato il fonte battesimale della precedente chiesa a navata unica, eretta nei tempi di Giorgio II Santacroce. Ludovico Gimignani, nel 1675 dipinse la tela La Madonna con il Bambino e s. Antonio.
Chiesa e convento sant'Antonio da PadovaLa costruzione fuori dalle mura di una chiesa con annesso un convento dedicato a sant'Antonio da Padova affidati ai frati minori riformati fu avviata nel 1675 per volere di Gaspare Paluzzi Albertoni in occasione del Giubileo indetto da Clemente X. Nel convento sono ancora presenti cinque meridiane, quattro si trovano all'interno del chiostro ed erano utilizzate dai frati mentre la quinta è collocata all'esterno sul muro di cinta prospiciente il piazzale antistante alla chiesa ed era utilizzata dalla popolazione. Il calcolo dell'ora si basa sul sistema Italico, in vigore nello Stato Pontificio fino al XVIII secolo. Giovanni Pichler per il convento francescano eseguì nel 1761 cinque tele. All'interno della chiesa si trova la cappella gentilizia della famiglia Altieri.
Altre chiese
- Chiesa di sant'Anna[41]
- Chiesa di san Rocco

### Architetture civili

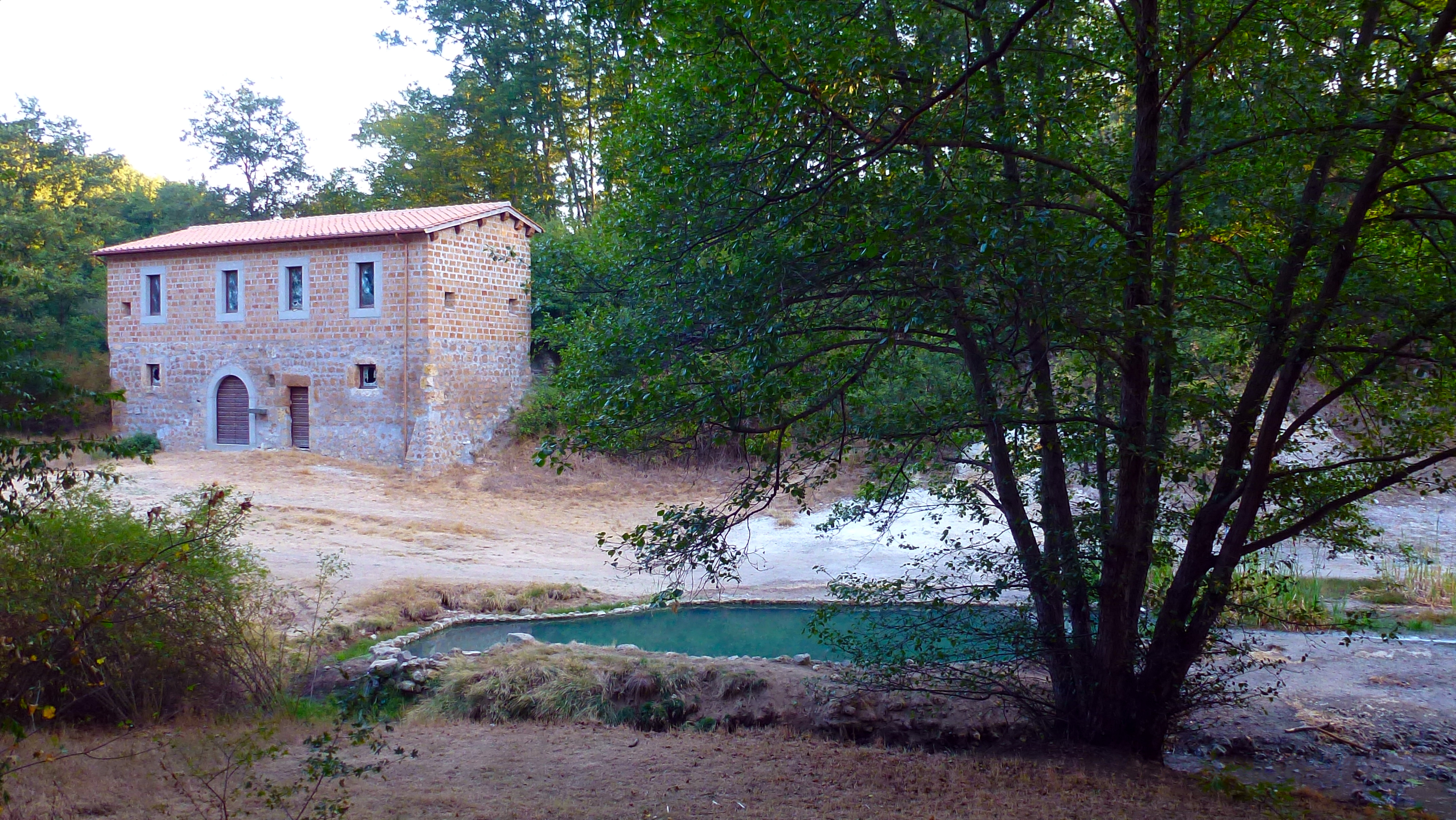
La Mola del Biscione, XVI secolo.

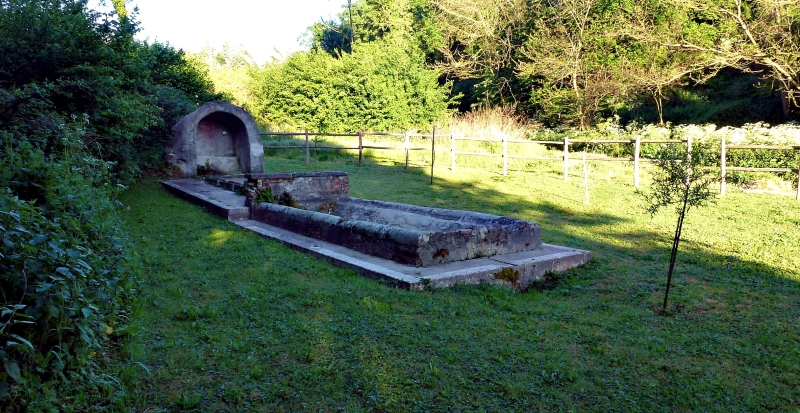
La "fontana vecchia", XVI secolo.

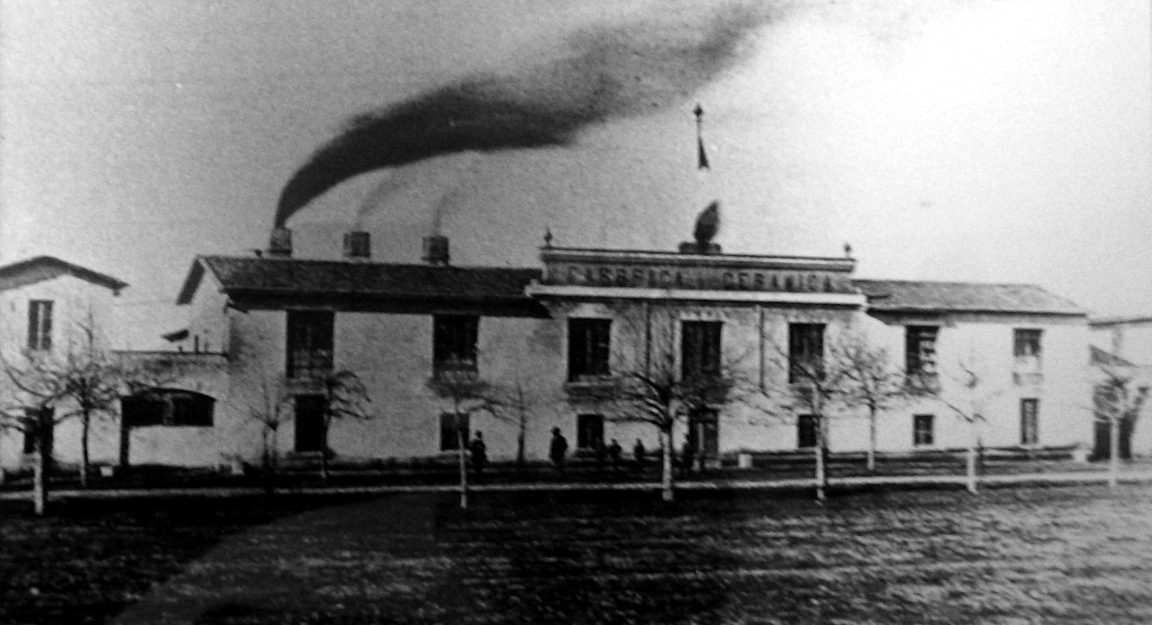
Stabilimento Giampieri, 1908.

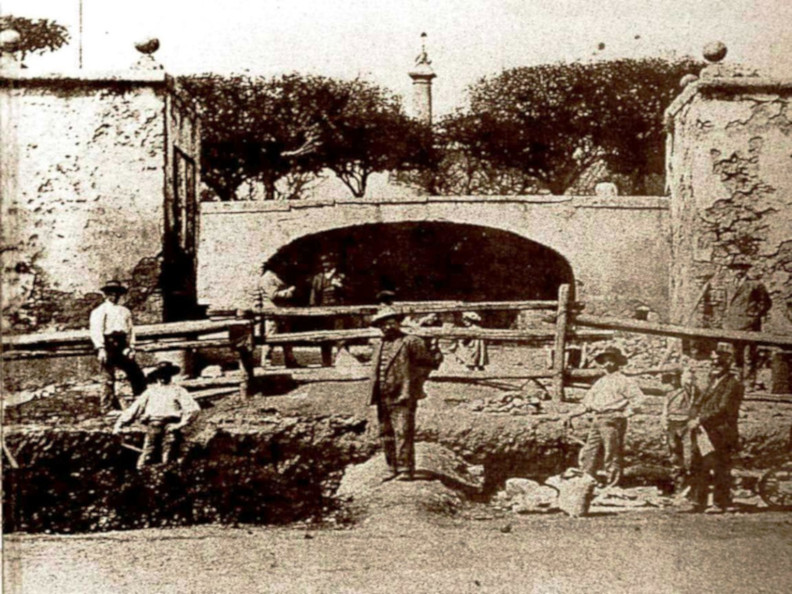
Lavori per la costruzione della Fontana del Gigante (1908 circa). Sullo sfondo la Fontana delle Palle.

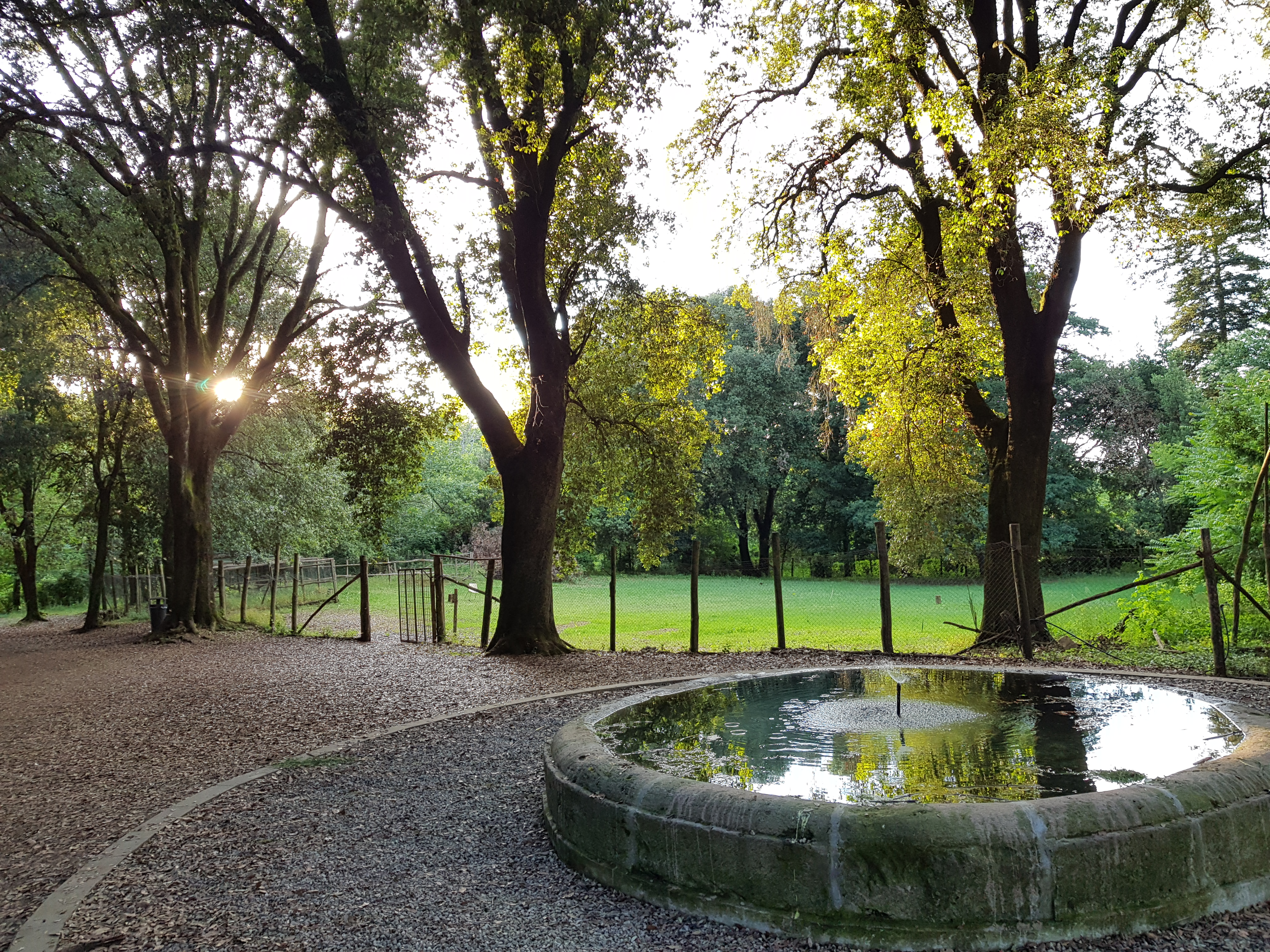
Fontana di Villa Altieri, XVII secolo.

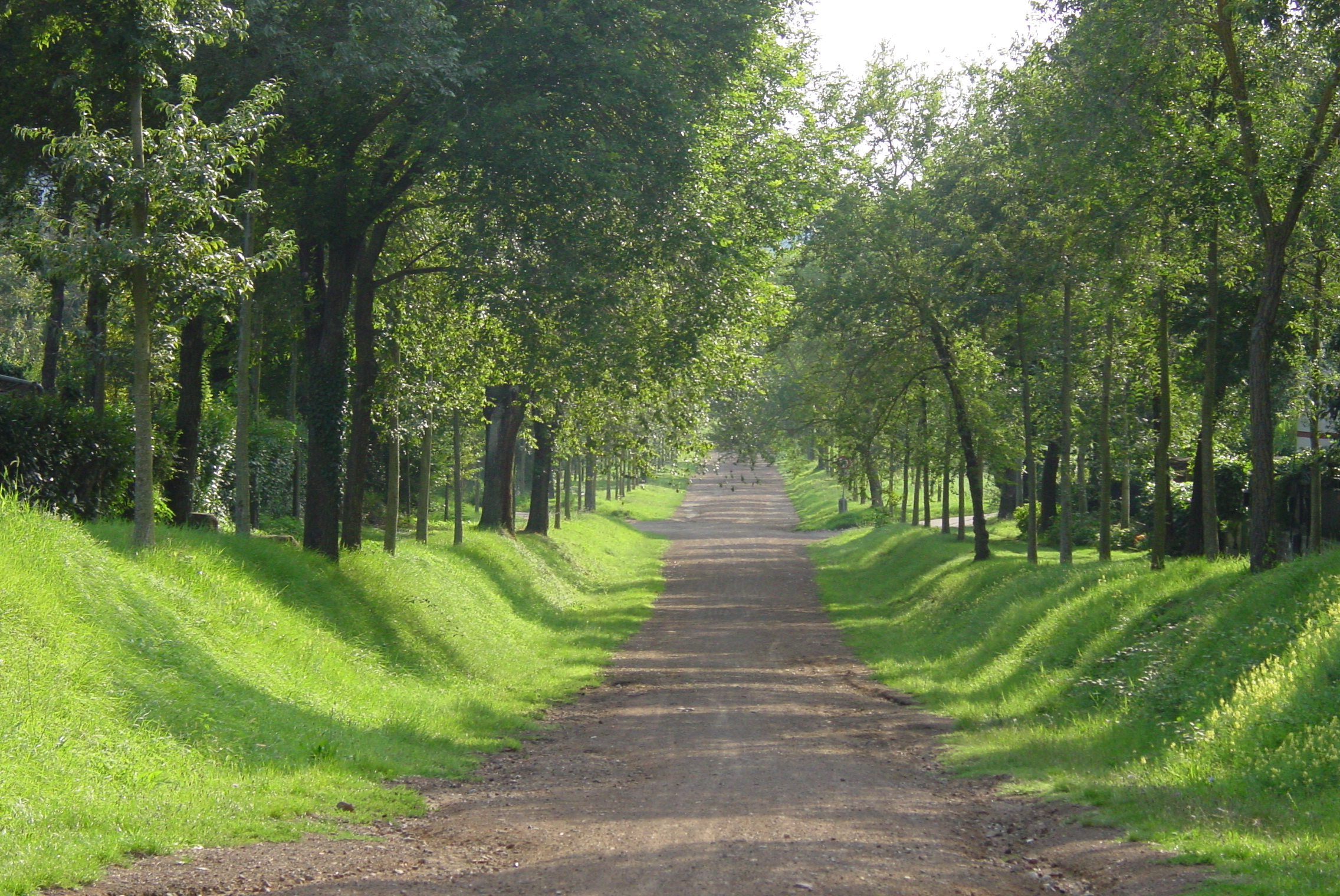
Uno dei tre viali delle Olmate, XVII secolo.

Colombario romanoIl colombario, originariamente situato nelle vicinanze della via Clodia e datata tra il I-II sec. d.C. fu ripulita e scavata dal prof. Lidio Gasperini durante gli scavi nel 1973 dell’Associazione Forum Clodii. All’interno dell’edificio di pianta quadrata e volta a crociera è ancora presente parte di un mosaico a grandi tessere bianche e nere e lungo le pareti sono disposte su due registri 24 nicchie, a forma di edicola quelle in alto mentre sono ad arco quelle in basso.
BastioniNel progetto originario per la fondazione di Oriolo, l'abitato e le mura civiche sarebbero stati edificati lungo l'asse nord-sud e a est dell'asse stradale della Via Clodia, mentre si prevedeva un duplice accesso all'abitato attraverso due porte: provenendo da Roma, attraversando Porta Romana si entrava nella parte bassa del paese (Borgo), mentre per accedere alla parte alta (Poggio) e al palazzo Altieri si attraversava una seconda Porta. Le porte cittadine e mura civiche progettate nella forma di bastioni non avevano funzioni difensive bensì scenografiche e manieristiche. Il progetto del paese e la realizzazione dei bastioni iniziato da Giorgio Santacroce nel 1562 non arrivò a compimento: alla data 1585 erano costruiti le porte e i bastioni a est la Via Clodia, mentre la realizzazione della restante parte dei bastioni, lato ovest, venne abbandonata in favore delle mura delle case rivolte verso il declivio della campagna.
Palazzo Santacroce-AltieriEra una residenza della famiglia Santacroce e successivamente Altieri in stile tardo manierista. Il palazzo ha pianta a U e ha una facciata che si eleva per tre piani con al centro una loggia che affaccia su piazza Umberto I. Edificato dalla famiglia Santacroce tra il 1578 e il 1585 fu ampliato dalla Altieri nel 1674 sotto la direzione di Carlo Fontana, durante il papato di Clemente X, l'esponente più rilevante della famiglia. La tradizione, seppure non avvalorata da documenti di archivio, vuole che Giorgio II Santacroce si sia avvalso, per la costruzione del suo palazzo-castello e per la pianificazione dell'abitato, dell'opera del Vignola, un architetto del tardo Rinascimento. L'interno contiene molti affreschi attribuiti alla scuola di Taddeo Zuccari: sette immagini di Roma, storie dell'Antico Testamento e paesaggi che rappresentano luoghi appartennuti agli Altieri nel XVIII secolo: la Mola del Biscione, Vicarello, Castello di Rota, Monterano, Vejano. Il palazzo contiene nell'ala est anche la Galleria dei papi, una collezione di dipinti a olio su tele iniziata dal cardinale Paluzzo Albertoni Altieri raffigurante tutti i papi che si sono succeduti nella storia da San Pietro a Benedetto XVI. La pinacoteca è particolarmente importante perché è l’unica completa esistente al mondo e servì da modello per i ritratti dei papi di San Paolo fuori le mura che erano andati distrutti dopo l'incendio del 1823. Oggi il Palazzo Altieri è sede di un museo appartenente al Polo Museale del Lazio. Lo storico dell'arte Costantino D'Orazio ha dedicato al palazzo un episodio della trasmissione AR - Frammenti d'ARte.
Palazzo del GovernatoreProgettato da Carlo Fontana, sorge sopra le mura civiche nei pressi del Municipio, tra le via Altieri e dei Bastioni. La facciata su via Altieri è mista in pietra e muratura con cornici, pilatri e lesene mentre quella su via dei Bastioni assume l'aspetto di un fortilizio. Era la residenza del Governatore nominato dagli Altieri per l'amministrazione e la giustizia del feudo. Nel seminterrato vi erano le carceri.
Casa della ComunitàÈ il primo edificio pubblico costruito nel paese. Soprannominato il Palazzaccio è collocato tra le vie Altieri n. 58 e Vittorio Emanuale III n. 57. Dal 1588 vi si tennero le prime riunioni del Consiglio, inoltre, al suo interno vi si conservava il grano per la comunità, vi lavorava il barbiere-chirurgo e il maestro di scuola.
Fontana vecchiaSituata fuori dal centro abitato all'inizio del fosso della Fiora è la più vecchia fonte del paese. Ancora oggi presenta immutata la particolare struttura raffigurata in un affresco della loggia parete est di Palazzo Altieri che Arnaldo Bruschi riconduce al periodo di Santacroce (1579-1585).
Mola del BiscioneAntico mulino ad acqua costruito nel 1573 da Giorgio II Santacroce alla confluenza del fosso del Biscione con il fiume Mignone. Nel 2010 il suddetto mulino è stato restaurato nella parte esterna e nel tetto, ricostruendo quello che era delle antiche mura perimetrali. Sono ancora ben visibili le opere idrauliche, diga di sbarramento del Mignone, condotti di adduzione e le aperture/chiusure dei condotti, che servivano per regolare il flusso dell'acqua al bottaccio. Il mulino ad acqua permetteva agli abitanti la macinazione dei cereali e la filatura della lana.
Stabilimento GiampieriLo stabilimento rappresenta un caso di notevole interesse sia per la storia industriale dei primi del '900 della bassa Tuscia sia per il recupero dei capannoni e degli spazi avvenuto a partire dal 1990. Lo stabilimento fu realizzato da Francesco Giampieri nei primi anni del XX secolo fuori dal paese e prospiciente la stazione della ferrovia Roma-Capranica-Viterbo. Destinato alla produzione di ceramiche, lo stabilimento costruito lungo l'asse sud-nord, era formato da due capannoni separati da un accesso carrabile e un edificio adibito a uffici mentre a sud, adiacenti al capannone, furono realizzate cinque case in linea, per accogliere i rispettivi figli. A seguito di un incendio lo stabilimento venne parzialmente distrutto e la produzione delle ceramiche fu interrotta. Solo nel 1936 Angelo Giampieri, figlio del proprietario, riuscì con la complicità del principe Ludovico Altieri, podestà del paese, a eludere il divieto governativo di insediare attività industriali in piccoli centri di campagna e ottenere i permessi e ricostruire le strutture. Inoltre, riconvertì la produzione di ceramiche e le strutture alla lavorazione della ghisa grazie a un innovativo sistema basato sulla colata centrifuga producendo tubi lunghi fino a 3 metri. Nello stabilimento vi lavoreranno circa 170 operai. L'8 settembre 1943 la fonderia sarà requisita dall'esercito tedesco e adibita a ricoveri per le truppe; al termine del conflitto, la fonderia riprese la consolidata produzione dei tubi in ghisa aggiungendo anche quella di vasche da bagno. Nel 1953, con la morte di Angelo Giampieri, la guida dello stabilimento passò ai figli; dopo vicende alterne, la fonderia fallirà e lo stabilimento sarà acquistato da una ditta di Anagni, la "ITM, Industrie Termiche Meridionali", che una volta incamerati i contributi statali per la riconversione, lo chiuse definitivamente collocando gli operai in cassa integrazione. Le strutture in completo abbandono furono acquistate negli anni novanta dalla MO.CO.GI.VA., società immobiliare oriolese, che dopo il cambio di destinazione d'uso dell'area industriale a uso commerciale (capannoni lato nord) e artigianale (capannoni lato sud) rivendendette aree e strutture ad artigiani e commercianti locali.
Altro
- Vecchio lavatoio   è tutt'ora perfettamente al suo posto. Necessita di restauro dopo vari decenni d'abbandono. Poco sopra c'è la sorgente ben strutturata e di ampie dimensioni. Non abbiamo trovato testi che certifichino l'anno di costruzione. Non essendo compreso tra le opere, ben dettagliate, dei Santacroce, si ritiene possa essere di epoca Altieri.

- Fontana delle Picche, realizzata nel 1782 da Giuseppe Barberi[53] per celebrare il matrimonio tra Emilio Carlo Altieri con Livia Borghese avvenuto nel 1749.
- Municipio, edificato nel 1780 su progetto dell'archietto Giuseppe Barberi.

Architetture civili scomparse
Nei secoli il tessuto urbano ha subito numerose trasformazioni per rendere il paese più vivibile, in particolare sono stati demoliti alcune fonti e una porta della mura per dare al paese l'attuale assetto urbanistico.
- Forno Altieri
- Meridiana di Palazzo Altieri
- Porta Romana. Costruita a sud del paese, era la porta di entrata al paese provenendo da Roma.
- Porta Viterbo. Costruita a nord del paese, era la porta di entrata al paese provenendo da Viterbo, superata vi era un grandioso viale ornato da quattro file di olmi simile alle Olmate. La Porta fu distrutta nel 1894 per allargare l'attuale via della Stazione.[54]
- Fontana del Gigante
- Fontana delle Palle

### Aree naturali
Villa AltieriAnnesso al Palazzo Altieri è il giardino di circa 8 ettari dove già nel XVII secolo invece di un giardino all'italiana erano state realizzate ampie aree di campagna, anticipando di oltre un secolo la tipologia del giardino all'inglese. All’interno della villa si trovano alberi secolari come dei cedri del libano, lecci e tassi. Con un atto di donazione dell'allora proprietario avvocato Petrucci all'amministrazione comunale, dal 20 maggio 2010 la Villa Altieri è parco comunale. Di particolare interesse è la Palazzina della Prospettiva, nota come Casino di caccia. Il giardino ad aprile 2017 è stato iscritto nella Rete delle dimore storiche del Lazio istituita con L.R. 20 giugno 2016, n. 8.
Le OlmateSono un complesso di tre viali alberati che collegano Palazzo Altieri, il Convento di Sant’Antonio e l’eremo di Montevirginio, posto alle pendici settentrionali del Monte Calvario, località entrate in possesso degli Altieri nel 1671 acquistandole da Virginio Orsini. I tre viali sono stati realizzati su progetto dell’architetto Carlo Fontana secondo un disegno di due triangoli opposti al vertice riproponendo in chiave paesaggistica l’assetto urbanistico proposto a Roma ai tempi di Papa Sisto V. I viali, lunghi circa 800 metri ciascuno, sono costituiti da quattro filari di olmi e bagolari posti alla distanza di circa 4 metri; il fondo del camminamento è di “bruciore”, un particolare lapillo tufaceo rossastro estratto in località Monte Raschio da una cava locale ora chiusa. Il punto focale prospettico di viali è piazza Siena, dove convergono i tre viali alberati.

#### Le Zone Speciale di Conservazione

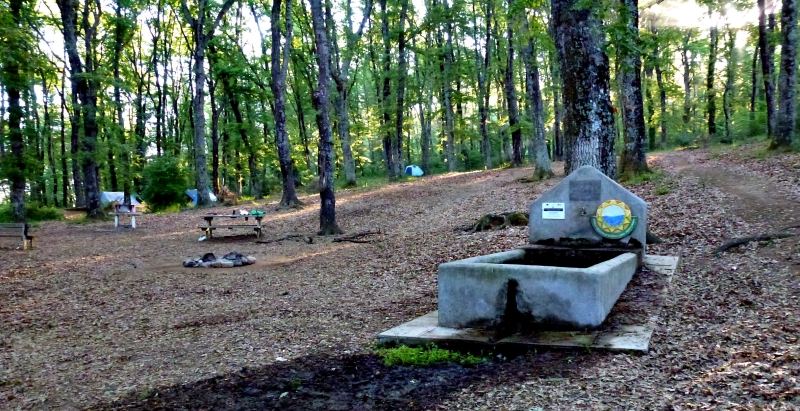
Area picnic della "Cerratina".

Nel dicembre 2016 il Ministero dell'ambiente e della tutela del territorio e del mare ha promosso a Zona Speciale di Conservazione (ZSC) due siti SIC presenti nel territorio individuati nel giugno 1996.

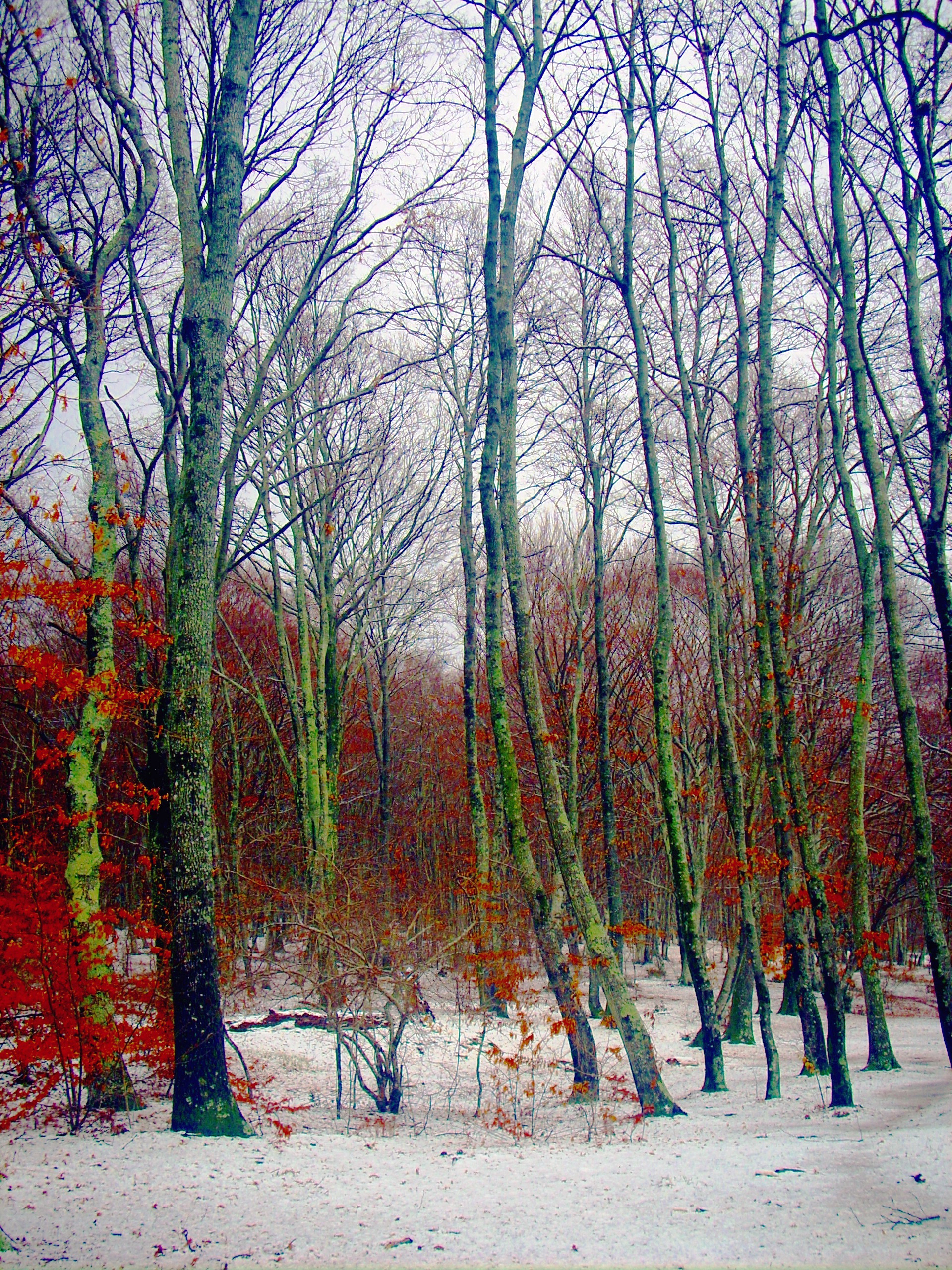
Faggeta di monte Raschio.

Faggete di Monte Raschio e OrioloIl SIC IT6010034, è una foresta di faggi che si trova a est del borgo e si estende per 712 ha, crescendo a quote comprese tra i 400 m s.l.m. del Fosso di Fontevitabbio e i 591 m s.l.m. di monte Termine. L'area protetta insiste nei comuni di Oriolo Romano e Bassano Romano comprendente al suo interno il sito UNESCO della Faggeta vetusta depressa di Monte Raschio. La crescita del faggio a queste modeste quote è favorita da un microclima di grande umidità e frescura dovuto alla presenza di sette sorgenti che alimentavano l’acquedotto Traiano-Paolo, dalle elevate precipitazioni meteoriche e dalle correnti umide provenienti dal limitrofo lago di Bracciano. Tra i numerosi faggi secolari presenti nella faggeta c’è anche il cosiddetto “Faggio del piccione” che cresce nelle vicinanze della vetta di Monte Raschio il cui nome deriva dall’utilizzo dell’albero fatto dagli Altieri in quanto vi avevano posto il richiamo per i piccioni.
Mola di OrioloIl SIC IT6010033, si estende per 175,8 ha nei comuni di Oriolo Romano e Vejano, e presenta un territorio tipico della forra, creatosi per mezzo dell'erosione dei banchi tufacei operata dal Mignone, con vegetazione mesofila unitamente alla presenza di sorgenti solfuree con presenza di gas quali anidride carbonica e idrogeno solforato in concentrazioni anche superiori alla soglia di letalità, e vaste aree di inversione termica. La Mola di Oriolo è anche un'area di notevole interesse storico, per la presenza di resti archeologici romani e un mulino ad acqua edificato nel 1573.
Faggeta vetusta depressa di Monte RaschioSito UNESCO, Patrimonio Mondiale Naturale dell'Umanità è una foresta di faggio con un'estensione di 73,73 ha che fa parte del Parco naturale regionale di Bracciano-Martignano e ha la peculiarità di crescere tra i 450 m s.l.m. e i 552 m s.l.m. di monte Raschio, quote molto inferiori rispetto alle faggete degli Appennini che crescono oltre i 900 m s.l.m. Il 2 febbraio 2015 la faggeta è stata proposta, dalla delegazione permanente italiana presso l'UNESCO, nella tentative list per l'inclusione tra i siti Patrimonio Mondiale Naturale dell'Umanità (criterio di selezione (IX): "per essere un esempio eccezionale di significativo corso dei processi ecologici e biologici nell'evoluzione e lo sviluppo degli ecosistemi terrestri, di acqua dolce, costieri e marini e le comunità di piante e animali marini". Il 7 luglio 2017 il World Heritage Committee, riunito a Cracovia, ha riconosciuto la faggeta depressa vetusta di Monte Raschio come sito UNESCO Patrimonio Mondiale Naturale dell'Umanità inserendola nella UNESCO's World Heritage List all'interno del sito seriale Foreste primordiali dei faggi dei Carpazi e di altre regioni d'Europa. La faggeta è uno cinque siti italiani iscritti come patrimonio naturale nella lista del Patrimonio Mondiale che, nonostante la vicinanza agli insediamenti abitati, conserva una natura incontaminata, con la presenza di alberi con 500 anni, come ad es. un carpino, esemplari di lupo, avvistati dal personale guardiaparco, e di rosalia alpina un coleottero a rischio di estinzione. Nel 2019 Rai Cultura in collaborazione con il MiBAC, ha prodotto un documentario dedicato ai 5 siti italiani iscritti come patrimonio naturale nella lista del Patrimonio Mondiale in cui sono presenti tra gli interventi anche quelli del direttore e del responsabile del servizio vigilanza del Parco naturale regionale di Bracciano-Martignano Ad aprile 2020 Linea verde ha dedicato una puntata al Parco e alla faggeta vetusta depressa di monte Raschio.

## Società

### Evoluzione demografica
Abitanti censiti

Dal censimento del 2001 il significativo aumento della popolazione residente di Oriolo Romano è stato determinato dal saldo migratorio fortemente positivo, solo in parte ascrivibile all'arrivo pur consistente di cittadini stranieri, che ha ampiamente compensato il trend negativo del saldo naturale.

### Etnie e minoranze straniere
Secondo i dati Istat al 31 dicembre 2019 gli stranieri residenti a Oriolo Romano erano 298, pari all'11,37% della popolazione complessiva. Le comunità nazionali più numerose erano:
1. Romania, 104
2. India, 23

### Tradizioni e folclore
Il culto della Madonna della StellaDa circa 400 anni è consolidato il culto della Madonna della Stella, una madonna vestita. Da documenti dell’archivio parrocchiale risulta che la statua lignea snodabile della Madonna della Stella risale alla fine del Seicento; nel nome si fa espresso riferimento alla stella a otto punte simbolo della famiglia Altieri in quanto il 29 aprile 1670 il cardinale Emilio Bonaventura Altieri fu eletto papa con il nome di Clemente X. La Madonna della Stella vanta un corredo di 23 abiti alcuni dei quali donati dalle principesse Altieri altri dalle spose che hanno scelto di celebrare il matrimonio durante il periodo dell’ostentazione, concedendo alla sposa la facoltà di scegliere l’abito che la Madonna dovrà indossare per quel giorno, una simbiosi nel vestirsi insieme a festa. La Madonna della Stella è accudita dalle vestitrici, donne delegate dalla comunità a compiere il rito della vestizione la mattina del 14 agosto, un’operazione che si compie a porte chiuse. Terminata la vestizione la Madonna si manifesta all’intera comunità, con abiti finemente ricamati, e viene posta sull’altare della chiesa di San Giorgio rimanendo esposta al pubblico dal quattordici agosto (vigilia dell’Assunta) all’otto settembre (natività di Maria). Durante l’esposizione ogni due o tre giorni le viene fatto indossare un abito diverso e in occasione del primo e ultimo giorno viene portata in processione lungo le strade del paese.

## Cultura
Musei
Pinacoteca

### Archivi e biblioteche
Biblioteca comunaleInaugurata nel 1976, la biblioteca ha un patrimonio librario di circa 6 196 volumi, di cui 4 356 catalogati secondo il sistema DEWEY e inseriti dal 2016 nel sistema SBN-SEBINA afferente al Polo bibliotecario della Regione Lazio. Nel 2018 la biblioteca è stata accreditata nell'Organizzazione Bibliotecaria Regionale (OBR).
Centro di documentazione archivio FlamigniInaugurato nell'ottobre 2005 l'archivio è stato dichiarato 18 giugno 2012 dalla Soprintendenza archivistica per il Lazio di notevole interesse storico. L'archivio conserva e rende accessibile per lo studio e la ricerca la documentazione costituita dall'archivio personale del senatore Sergio Flamigni e da altri archivi donati da Emilia Lotti, Piera Amendola, Giuseppe Zupo e dalla famiglia di Aldo Moro. Inoltre è presente una documentazione a stampa e audiovisiva sui temi del terrorismo, delle stragi, della mafia e da una biblioteca di circa ventimila volumi. Il centro di documentazione è stato promotore e fa parte della Rete degli archivi per non dimenticare.

## Geografia antropica

### Urbanistica
L'assetto urbanistico originario di Oriolo Romano presenta una spartitura geometrica ben definita con un centro ideale rappresentato dal Palazzo Santacroce-Altieri; il suo sviluppo fino all’attuale assetto del centro storico avviene nell’arco di due secoli: la prima fase, dalla fondazione al 1604, è dovuta ai Santacroce e riguarda la progettazione urbanistica e l’edificazione del poggio; in una seconda fase (1671-1782), con gli Altieri, avvengono ulteriori ampliamenti e sono realizzati i viali delle Olmate, la chiesa e convento di S. Antonio, Piazza Principe Amedeo, la fontana delle Picche, i palazzi del Governo e dell’attuale municipio, l’attuale assetto della Villa. Queste distinte pianificazioni urbanistiche si rifanno ad altrettanti schemi urbanistici:
- Giorgio II prevede per il poggio una forma regolare, con l’orientamento degli ingressi al centro abitato negli assi principali delle tre vie e la perpendicolarità esatta delle stesse con il palazzo signorile. Considerando l’elemento fulcro dello schema, il palazzo signorile, è evidente il richiamo alla rappresentazione dell’Uomo in particolare allo schema antropomorfico del castello-città di Francesco di Giorgio Martini e contemporaneamente al suo “superamento” prevedendo la funzione del palazzo signorile non più come fortezza ma villa.[82] Gli assi principali dello schema sono da Nord a Sud e sono paralleli alla via Clodia, il palazzo signorile a nord rappresenta l’attività pensante dell’uomo (la testa) ma anche un riparo dalle forze della natura (il freddo vento da nord), la piazza situata al centro è il luogo di incontro e scambio sociale (cuore), le case a schiera disposte su tre vie sono espressione dell’agire (arti).[83]
- Nella seconda fase della pianificazione e sviluppo urbanistico, gli Altieri incaricano gli architetti Giuseppe Barbieri e Carlo Fontana di dare lustro al centro da poco acquistato dagli Orsini. Allo schema urbanistico tardo rinascimentale del Santacroce viene inserito uno di tipo manieristico che integra nuovi assi che scaturiscono da due triangoli scontrati con vertice e centro la piazza. Il primo triangolo prevede i viali delle Olmate con vertici la Chiesa e convento sant'Antonio da Padova e Piazza Siena (Carlo Fontana); il secondo triangolo interessa il borgo con la chiesa di S. Rocco e la via Clodia. Lo schema urbanistico così modificato assume la forma definitiva della costellazione di Orione.

Giorgio II Santacroce nel fondare Oriolo Romano prevede una dettagliata pianificazione urbanistica e organizzazione sociale che si basa sullo schema della rosa dei venti; infatti, dal centro ideale del borgo si irradiano tre larghe vie con case a schiera parallele all'asse dei punti cardinali Nord-Sud occupando una superficie di circa 30 ettari. Lo schema della rosa dei venti viene ripreso nelle facce dei mascheroni della fontana delle Picche: ciascuna rappresenta uno dei quattro venti principali (Borea, Euro, Noto e Zefiro). Come scrive l'architetto Rosa Gemma Cipollone: «La peculiriarità di Oriolo, tuttavia, è la sua fondazione civica "ex-novo" che ne fa uno dei primi esempi di pianificazione urbana moderna».
Nel 2012 l’architetto Patrizia di Filippo dopo uno studio condotto sui simboli del cristianesimo, in particolare il pellicano, la donna, il buon pastore, l’aquila e la fenice, a cui si rifanno i Santacroce, del significato del numero 3 in numerologia, della scelta del nome e della pianificazione urbanistica voluta da Giorgio II e dalla famiglia Altieri nell’edificare il paese in base alla posizione delle stelle della costellazione di Orione, pubblicò un breve saggio in cui si avanza l’ipotesi che Oriolo Romano sia non solo città di fondazione ma anche città ideale con la peculiarità di discostarsi nettamente dagli schemi planimetrici realizzati in quell’epoca La pianificazione urbanistica del paese avvenne, quindi, secondo un progetto che seguiva ideali e concetti precisi dell’urbanistica del Cinquecento della città ideale, del manierismo e settecento.

#### Suddivisioni storiche
Il centro storico del paese è diviso in due rioni da un rilevante dislivello del piano urbano: il Poggio, la parte alta del paese cinta dai bastioni rinascimentali, e il Borgo, il primo insediamento edificato dai capannari e la parte bassa del paese. Dal Borgo si arriva alla "faggeta". A ovest del paese oltre la via Braccianese, si arriva alla "Mola del Biscione".

#### Suddivisioni recenti
Nel secondo dopoguerra sono state edificate due nuove aree residenziali contigue al centro storico: "Convento", l'area compresa tra piazza Porta Romana e il convento di Sant'Antonio da Padova, e "Stazione", da piazza Clemente X alla stazione ferroviaria.
A seguito dell'approvazione del PRG del 1977 e delle successive varianti al PRG, a partire dagli anni '80 sono sorte nelle vicinanze del paese, nelle località "Colle degli Olmi", "Croce Nuova", "San Ianni", "Castellina", "Poggio Palombino", "Mola" , "Terrafredda", "Fornetto", "Chiusa", nuove zone residenziali in grado di ospitare oggi più di duemila persone contro le circa novecento dimoranti nel centro storico.
Dall'analisi dei dati a disposizione e delle interviste è emerso che ad abitare la periferia di Oriolo Romano sono da una parte famiglie di origine oriolese che abbandonano il centro storico per occupare case acquistate o costruite nelle campagne vicine e dall'altra i nuovi arrivati. Le nuove edificazioni e il conseguente aumento di popolazione hanno comportato un cambiamento dell'assetto urbanistico con il trasferimento delle attività commerciali e artigianali dal centro storico al rione "Stazione".

## Economia
Alle tradizionali attività economiche artigianali, come l'arte dell'intaglio, si accompagna oggi un certo sviluppo turistico di Oriolo Romano, basato sulle risorse naturali del territorio, in particolare la faggeta e la mola. Il Parco Regionale di Bracciano-Martignano ha realizzato una rete di percorsi escursionistici e MTB che collegano Oriolo Romano con la faggeta vetusta depressa di Monte Raschio, il lago di Bracciano e i comuni di Trevignano Romano e Bracciano.
Il comune fa parte dell'associazione nazionale Borghi autentici d'Italia e dell'Associazione dei Comuni virtuosi.

## Infrastrutture e trasporti
In età romana il territorio era attraversato dalla via Clodia, antica strada che congiungeva il nord dell'Agro romano con la Tuscia, oggi in parte parallela alla Strada statale 493 Via Claudia Braccianese e alla via Cassia.
Il comune è servito dalla stazione di Oriolo ubicata lungo la ferrovia Roma-Capranica-Viterbo e servita dalla linea regionale FL3
I trasporti interurbani di Oriolo Romano vengono svolti con autoservizi di linea gestiti da Cotral.

## Amministrazione
Stato Pontificio
A partire dalla sua fondazione avvenuta nell'aprile 1562, Oriolo Romano amministrativamente apparteneva al Patrimonio di San Pietro, una provincia dello Stato Pontificio. Nel corso dei secoli il feudo passò di proprietà di varie famiglie principesche romane, Orsini, Santacroce e Altieri. Tra il 1798 e il 1799 Oriolo Romano entrerà a far parte della Repubblica Romana. Successivamente, tornerà nuovamente al Patrimonio di San Pietro e vi resterà fino al Plebiscito di Roma del 1870, a seguito della Presa di Roma.
Repubblica Romana
Dal 15 febbraio 1798 al 19 settembre 1799, durante la prima Repubblica Romana sorta nella scia della Rivoluzione francese, in base all’art. CCCLXVIII della Costituzione della Repubblica Romana il generale Louis Alexandre Berthier dell’Armée d'Italie con il proclama n.139 attribuì Oriolo Romano al Cantone di Bracciano, appartenente al Dipartimento del Cimino. A rappresentare il nuovo governo repubblicano erano: Costantino Gori con la carica di Edile mentre Vincenzo Leoni era il cosiddetto Aggiunto. Prefetto consolare del Cantore era Giorgio Fortini dell’Oriolo. Il generale Diego Naselli al comando dell'esercito borbonico represse i moti giacobini romani e il 30 settembre del 1799 assunse le funzioni di comandante militare e politico dello Stato romano. Il 22 giugno 1800 la città venne riconsegnata al nuovo Papa Pio VII ed entro i successivi quattro giorni cessò l'amministrazione provvisoria nelle Marche e nelle Legazioni.
Regno d'Italia
In seguito alla presa di Roma avvenuta il 20 settembre 1870 e la conseguente fine dello Stato Pontificio, il 31 dicembre dello stesso anno Oriolo viene annesso al Regno d'Italia ed inserito nella provincia di Roma.
Dal 6 ottobre 1872 Oriolo cambia denominazione in Oriolo Romano.
Il 2 dicembre 1928, a seguito del riordino delle circoscrizioni provinciali stabilito dal regio decreto n. 1 del 2 gennaio 1927, per volontà del governo Mussolini che istituiva la provincia di Viterbo, Oriolo Romano passò dalla provincia di Roma a quella di Viterbo.
Repubblica italiana
Il 2 giugno 1946 a seguito del Referendum istituzionale, il 55,44% degli oriolesi scelse la Repubblica, mentre nella elezione dell'Assemblea costituente il partito più votato fu la DC con 492 voti pari al 51,36% dei 1.019 votanti; il PRI ottenne 232 voti (24,22%) e il PSIUP 106 voti (11,06%) poco consenso ottennero il Pd'A 38 voti (3,97%), il PCI 18 voti (1,88%) e i monarchici 14 voti (1,46%).

### Sindaci
| Periodo | Periodo   | Primo cittadino     | Partito                      | Carica            | Note            |
| ------- | --------- | ------------------- | ---------------------------- | ----------------- | --------------- |
| 1870    | 1873      | Davide Menghini     |                              | Sindaco           |                 |
| 1873    | 1875      | Giuseppe Persi      |                              | Sindaco           |                 |
| 1875    | 1885      | Modesto Wlderk      |                              | Sindaco           |                 |
| 1885    | 1902      | Giuseppe Persi      |                              | Sindaco           |                 |
| 1902    | 1914      | Antonio Persi       |                              | Sindaco           |                 |
| 1915    | 1924      | Ludovico Altieri    |                              | Regio Commissario |                 |
| 1924    | 1944      | Ludovico Altieri    |                              | Podestà           |                 |
| 1945    | 1946      | Francesco Persi     |                              | Sindaco           |                 |
| 1946    | 1950      | Antonio Persi       |                              | Sindaco           |                 |
| 1950    | 1970      | Pietro Filesi       | DC                           | Sindaco           |                 |
| 1971    | 1975      | Fernando Bucci      | PSI                          | Sindaco           |                 |
| 1975    | 1980      | Vincenzo De Santis  | PSI                          | Sindaco           |                 |
| 1980    | 1982      | Gemma Pepe          | PCI                          | Sindaco           |                 |
| 1982    | 1991      | Aldo Imperatori     | DC                           | Sindaco           |                 |
| 1991    | 1993      | Galliano De Angelis | PSI                          | Sindaco           |                 |
| 1993    | 2001      | Saverio Russo       | Centro-sinistra+Lista civica | Sindaco           | [ 105 ] [ 106 ] |
| 2001    | 2011      | Italo Carones       | Centro-sinistra+Lista civica | Sindaco           | [ 107 ] [ 108 ] |
| 2011    | 2016      | Graziella Lombi     | Centro-sinistra+Lista civica | Sindaco           | [ 109 ]         |
| 2016    | 2021      | Emanuele Rallo      | Lista civica                 | Sindaco           | [ 110 ]         |
| 2021    | in carica | Emanuele Rallo      | Lista civica                 | Sindaco           |                 |

### Gemellaggi
- Saint-Bonnet, dal 1985
- Hawkhurst, dal 2001

### Altre informazioni amministrative
- Nel 2010 e 2013 l'Accademia Kronos ha conferito al comune il premio Un bosco per Kyoto[111] per essersi distinto nella difesa dell’ambiente e della qualità dell’aria.[112]

## Sport
Le società sportive dilettantistiche esistenti sono:
- ASD Polisportiva Oriolo, articolata nelle sezioni: basket, bocce, calcio "FC Oriolo 1983", ciclismo, pallavolo, rugby, tennistavolo, tennis,[113]
- ASD Accordia Calcio;